# 1697 Koskenniemi
1697 Koskenniemi (1940 RM) là một tiểu hành tinh vành đai chính được phát hiện ngày 11 tháng 9 năm 1940 bởi H. Alikoski ở Turku.